# Université de Grèce-Centrale
L’université de Grèce-Centrale (en grec : Πανεπιστήμιο Στερεάς Ελλάδας / Panepistímio Stereás Elládas) est une ancienne université publique située à Lamía. Elle a été fondée en 2003, et supprimée en 2013, en même temps que l'Université de Grèce-Occidentale (en). Grigorios Skalkéas (el) en a été le premier président.
Elle était composée de deux départements : le Département d’informatique médicale, situé à Lamia, en Phocide, et le Département de développement économique régional, situé à Livadiá, en Béotie.
En 2013, le département d'informatique médicale est rattaché à l'université de Thessalie, tout en restant à Lamia, tandis que le département de développement économique régional fusionne avec le Département de développement économique et régional de l'université Panteion.